# ماء دافئ أسفل جسر أحمر
ماء دافئ أسفل جسر أحمر (باليابانية: 赤い橋の下のぬるい水) فيلم دراما ياباني من إخراج إيمامورا شوهيه. وهو الفيلم الطويل الأخير للمخرج إيمامورا شوهيه. شارك الفيلم في مهرجان كان السينمائي 2001.

## القصة
يركز الفيلم على مشاكل رجل ياباني يجد حياة جديدة مع امرأة غير عادية في قرية صغيرة بشبه جزيرة نوتو. يطرح فيلم إيمامورا الأخير اسئلة حول البحث عن السعادة .
تدور القصة باطار من الكوميديا الرومانسية حول قصة موظف تم تسريحه من وظيفته في شركة معمارية في طوكيو ويواجه مشاكل زوجية. عندما يموت صديقه القديم، يسافر إلى بلدة هيمي الصغيرة الساحلية التي تشتهر بصيد الأسماك، للعثور على كنز كان الرجل العجوز قد أخفاه في منزل هناك قبل عقود. لم يجد ما يتوقعه، لكنه حصل على وظيفة مع صيادين محليين وأصبح متورطًا بشكل رومانسي مع امرأة ذات ميل مبالغ فيه بالقذف.

## الممثلون
- كوجي ياكوشو بدور يوسوكي ساسانو.
- ميسا شيميزو بدور سايكو أيزاوا.
- ميتسوكو بايشو بدور ميتسو أيزاوا.
- مانساكو فوا بدور الجنرال.
- إيساو ناتسوياجي بدور ماسايوكي أوومي.
- يوكيا كيتامورا بدور شينتارو أوومي.
- هيجيري كوجيما بدور ميكا تاجامي.
- توشي نيجيشي بدور توموكو ساسانو.
- سوميكو ساكاموتو بدور ماساكو يامادا.
- جاداروكانارو تاكا بدور تايزو تاتشيبانا.
- ميكي كيرتس بدور نوبويوكي أوهنيشي.
- تاكاو يامادا بدور كازو نامامورا.
- كاتسو ناكامورا بدور تاكاو يامادا.
- كازو كيتامورا بدور تارو.

## روابط خارجية
- ماء دافئ اسفل جسر احمر على موقع IMDb (الإنجليزية)
- ماء دافئ اسفل جسر احمر على موقع ميتاكريتيك (الإنجليزية)
- ماء دافئ اسفل جسر احمر على موقع روتن توميتوز (الإنجليزية)
- ماء دافئ اسفل جسر احمر على موقع نتفليكس (الإنجليزية)
- ماء دافئ اسفل جسر احمر على موقع ألو سيني (الفرنسية)
- ماء دافئ اسفل جسر احمر على موقع Turner Classic Movies (الإنجليزية)
- ماء دافئ اسفل جسر احمر على موقع أول موفي (الإنجليزية)
- ماء دافئ اسفل جسر احمر على موقع بوكس أوفيس موجو (الإنجليزية)
- ماء دافئ اسفل جسر احمر على موقع فيلمافينيتي (الإسبانية)
- ماء دافئ اسفل جسر احمر على موقع قاعدة بيانات الفيلم (الإنجليزية)